# Malpighia tomentosa
Malpighia tomentosa är en tvåhjärtbladig växtart som beskrevs av Sesse och Moc.. Malpighia tomentosa ingår i släktet Malpighia och familjen Malpighiaceae. Inga underarter finns listade i Catalogue of Life.